# پال جول
پال جول (انگلیسی: Paul Jewell؛ زادهٔ ۲۸ سپتامبر ۱۹۶۴) یک بازیکن فوتبال اهل بریتانیا است.